# Ötvöskónyi
Ötvöskónyi község Somogy vármegyében, a Nagyatádi járásban.

## Fekvése
Nagyatád északi szomszédságában fekszik, a város központjától 6 kilométerre. A mai települést két, korábban különálló egykori község alkotja, melyek közül Ötvös a jelenkori belterület déli felének felel meg, míg Kónyi a belterület északkeleti részén helyezkedik el.
A további határos települések: észak felől Segesd, északkelet felől Beled, kelet-délkelet felől Szabás, nyugat felől pedig Somogyszob.

### Megközelítése
Legfontosabb közúti megközelítési útvonala a Barcstól a Balaton térségéig húzódó 68-as főút, mely Ötvös településrész főutcáját is képezi egyben; ezen érhető el a település északi és déli irányból is. Kónyi főutcája a 6622-es út, ez a belterület északi részén ágazik ki a főútból Beleg és Kutas felé.
A hazai vasútvonalak közül a Dombóvár–Gyékényes-vasútvonal érinti, melynek egy megállási pontja van itt; Ötvöskónyi megállóhely a belterület legészakibb peremén helyezkedik el – a vonal állomásainak viszonylatában Beled vasútállomás és Somogyszob vasútállomás között –, közúti elérését a főút felől a 66 338-as számú mellékút biztosítja.

## Története
Ötvöskónyi 1929-ben jött létre Ötvös és Kónyi községek egyesítésével, bár a nevet már korábban is használták a két település közös vasútállomásának jelölésére.
Ötvös nevét 1333–1335 között már említették az oklevelekben, majd 1389-ben Vtves és Wthwes alakban írták. A település első lakói feltehetően a 11-12. században királyi ötvösök voltak, akik a segesdi, majd később a királynéi ispáni központ ötvöseiként dolgoztak. A 16. század elején Báthori-birtok volt; a család várat is építtetett itt. Az 1500-as évek elején készült török portaösszeíráskor Magyar Kristóf és Miklós, valamint Óvári Fülöp birtokának írták. 1530-tól Pekry Lajos birtoka volt. 1534-ben a Bécs ellen portyázó Szulejmán csapatai Ötvös várát is elfoglalták, 1564-ben már csak mint puszta szerepelt. 1566-ban Szigetvár eleste után a török defterek által végzett összeíráskor már 8 portát jegyeztek itt fel. 1594-ben Zrínyi Miklós visszaszerezte a töröktől, ekkor Battyán Farkas birtoka volt. Az 1600-as évek végén végzett összeírásban már Somogy vármegye újratelepült községei közt szerepelt. Ekkor birtokosai a Marczali, a Batthyány és a Pekry családok voltak.
A 17. századtól már szlovénok (vendek) telepednek meg a községben és a számuk további betelepülőkkel növekedett a 18. századig, akik a Muravidékről érkeztek. Olyan nagy volt a szlovénok aránya a településen, hogy Kónyi még a 19. század végén is zömmel szlovén település volt. A 20. században aztán ezek a lakosok teljesen elmagyarosodtak, s csak Taranyban maradtak fenn legtovább.
Ötvöskónyit 1984. január 1-jén Nagyatádhoz csatolták, 1994-ben lett újra önálló község.
2015 novemberében készült el a Nagyatádot, Bakházát, Görgeteget, Háromfát, Kutast, Lábodot, Ötvöskónyit, Rinyaszentkirályt, valamint Taranyt érintő szennyvíz-beruházás.

## Közélete

### Polgármesterei
- 1994–1998: Mikola Vilmos (független)[4]
- 1998–2002: Mikola Vilmos (FKgP)[5]
- 2002–2006: Mikola Vilmos (független)[6]
- 2006–2010: Pusztai László (független)[7]
- 2010–2014: Pusztai László (független)[8]
- 2014–2019: Pusztai László (független)[9]
- 2019–2024: Szabad Józsefné (független)[10]
- 2024– : Szabad Józsefné (független)[1]

## Népesség
A település népességének változása:
| Lakosok száma | 925  | 913  | 904  | 876  | 846  | 834  | 816  |
|               | 2013 | 2014 | 2015 | 2021 | 2022 | 2023 | 2024 |

A 2011-es népszámlálás során a lakosok 88,4%-a magyarnak, 28,6% cigánynak mondta magát (11,5% nem nyilatkozott; a kettős identitások miatt a végösszeg nagyobb lehet 100%-nál). A vallási megoszlás a következő volt: római katolikus 63,7%, református 8,9%, evangélikus 0,2%, felekezet nélküli 6,2% (20,6% nem nyilatkozott).
2022-ben a lakosság 83,8%-a vallotta magát magyarnak, 37,1% cigánynak, 0,8% németnek, 0,5% románnak, 0,1% horvátnak, 0,1% örménynek, 1,4% egyéb, nem hazai nemzetiségűnek (15,5% nem nyilatkozott; a kettős identitások miatt a végösszeg nagyobb lehet 100%-nál). Vallásuk szerint 42,7% volt római katolikus, 4,6% református, 0,2% görög katolikus, 0,1% ortodox, 0,5% egyéb katolikus, 3,8% felekezeten kívüli (48,1% nem válaszolt).

## Nevezetességei
- Chernel–Czindery-kastély, amelynek parkjában áll a megye legnagyobb fája, egy több mint 10 méter törzskerületű hárs, sajnos elég rossz állapotban van.[13][14]
- Barokk Nepomuki Szent János-szobor a kastélyparkban[15]
- A Báthori-várkastély romjai[16][17]

## Híres emberek
- Itt született Barakonyi Kristóf református lelkész, esperes (1849–1934)